# 고대 셈족 종교

기원후 1세기 경의 셈어의 대략적인 분포

고대 셈족 종교(ancient Semitic religion)는 고대 근동과 북동 아프리카에서 셈어를 말하던 민족들의 다신교적 종교를 가리킨다. 고대 셈족 종교의 기원은 메소포타미아 신화와 서로 간에 밀접히 관련되어 있다. 언어사적인 아닌 문화사적으로 셈족이라는 낱말은 엄밀히 정의된 낱말이라기 보다는 대체적인 범주를 나타낸다. 따라서 "고대 셈족 종교"의 범위도 마찬가지로 대략적이다.
고대 셈족의 종교적 전통들과 판테온들은 지역적으로 다음과 같이 나뉜다:
- 레반트의 가나안 종교(Canaanite religions)
- 수메르 종교 전통의 영향을 강하게 받은 아시리아-바빌로니아 종교(Assyro-Babylonian religion)
- 이슬람교 이전의 아랍 다신교(Arabian polytheism)

고대 셈족 종교에 관련하여 특별히 흥미로운 주제는 엘(El) 신을 매개로 셈족의 다신교가 아브라함 계통의 종교들의 일신교로 변천하는 과정이다. "엘(El)"은 "신(god)"을 뜻하는 히브리어 낱말로, 이슬람교의 알라와 어원이 같다.

## 원셈족 판테온
다음은 원(原)셈족(Proto-Semitic)의 신들이다.
- 일루(Ilu): 신을 뜻한다. 하늘의 신으로 판테온의 최고신이다. 아카드-바빌로니아어의 일루(Ilu), 우가리트어의 일(il), 페니키아어의 엘(ʼl) 또는 엘로스(Ēlos), 히브리어의 엘(Ēl) 또는 엘로힘(Elohim), 아랍어의 알라(Allāh), 고대 남아라비아어의 엘(ʼl)에 해당한다.
- 아티라투(Aṯiratu): 일루(Ilu)의 부인. 이름의 의미는 알려져 있지 않다. 우가리트어의 아트르트(aṯrt), 히브리어의 아세라(Ašērāh), 고대 남아라비아어의 트르트(ʼṯrt)에 해당한다. 아티라투는 또한 "여신"이라는 뜻의 일라투(Ilatu)라고도 불렸다. 일라투는 아카드-바빌로니아어의 일라트(Ilat), 페니키아어의 엘트(ʼlt), 아랍어의 알라트(Allāt)에 해당한다.

## 주요 신들
- 레스헤프
- 모트
- 바알
- 아세라
- 아스타르테
- 엘

## 같이 보기
- 원시 종교
- 고대 근동의 종교
- 고대 메소포타미아 종교
- 고대 이집트 종교
- 아랍 신화